# Висячие дома

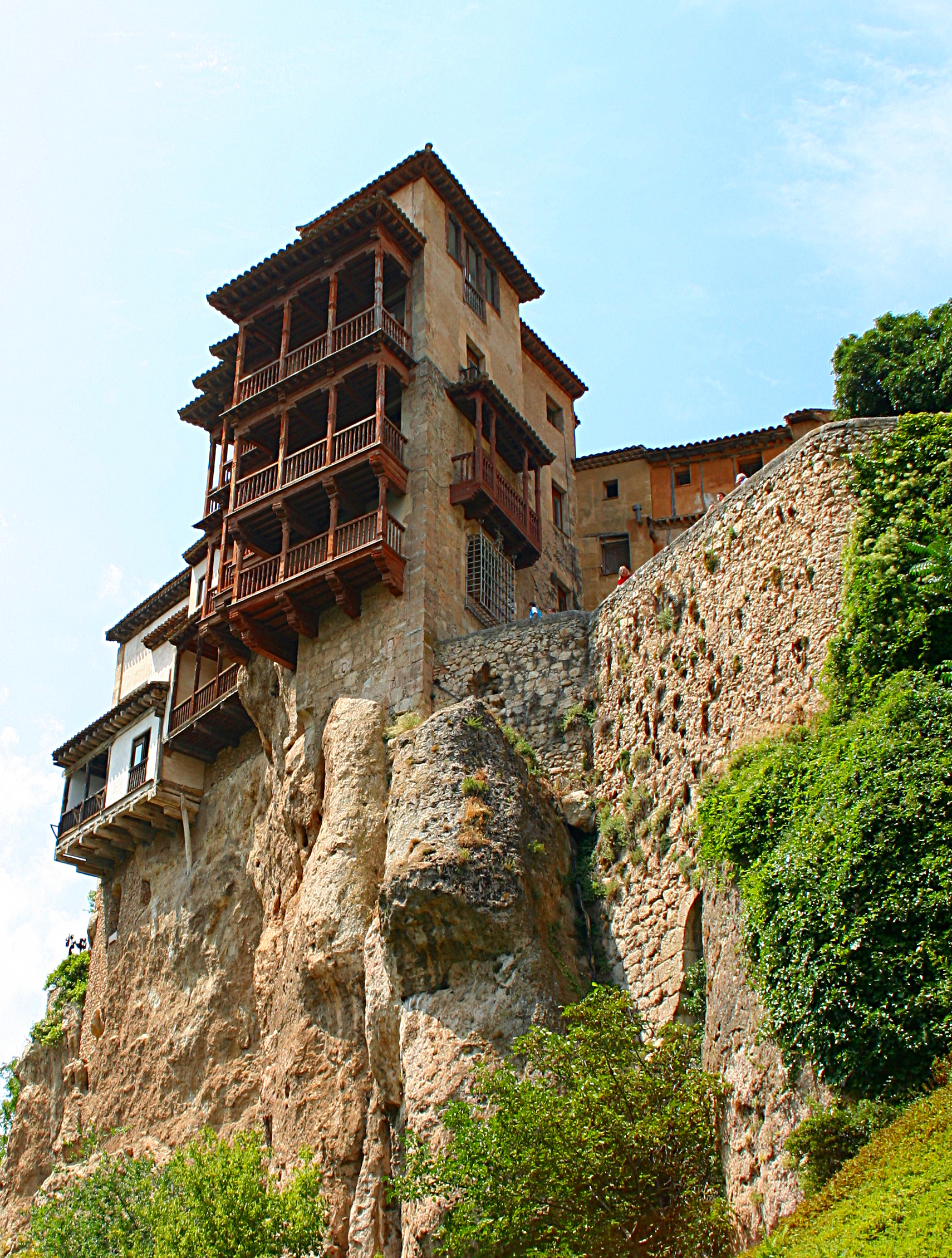

Висячие дома Касас-Кольгадас — это группа зданий, расположенных в Куэнке (Испания). В прошлом такие дома были обычной частью архитектуры в этой части древнего города напротив изгиба реки Хукар. Однако к настоящему времени сохранилась лишь небольшая их часть.
Самые известные из всех — три дома с деревянными балконами. В настоящее время в этих зданиях расположен Музей Абстрактного Искусства.
Дома имеют неизвестное происхождение, однако имеются свидетельства их существования уже в XV веке. Несколько раз дома подвергались перестройке.